# Sphalmium racemosum
Sphalmium racemosum là một loài thực vật có hoa trong họ Quắn hoa. Loài này được (C.T. White) B.G. Briggs, B. Hyland & L.A.S. Johnson miêu tả khoa học đầu tiên năm 1975. Chúng là loài duy nhất thuộc chi Sphalmium. Cây phát triển đến 30 m (100 ft) hoặc có thể cao hơn. Nó là loài đặc hữu cho vùng cao ở Rừng mưa nhiệt đới Queensland thuộc miền đông bắc cua tiểu bang Queensland, Úc.